# Montes de Valnera
Montes de Valnera este o arie protejată (arie specială de conservare — SAC, sit de importanță comunitară — SCI) din Spania întinsă pe o suprafață de 2.228,82 ha, integral pe uscat.

## Localizare
Centrul sitului Montes de Valnera este situat la coordonatele 43°08′30″N 3°39′32″W / 43.1418°N 3.659°V.

## Înființare
Situl Montes de Valnera a fost declarat sit de importanță comunitară în mai 2003 pentru a proteja 2 specii de plante și 1 specie de animale. Situl a fost protejat și ca arie specială de conservare în septembrie 2015.

## Biodiversitate
Situată în ecoregiunea atlantică, aria protejată conține 27 de habitate naturale: Pajiști carstice calcaroase sau bazofile, de Alysso-Sedion albi, Turbării de acoperire (* exclusiv pentru turbării active), Lacuri și iazuri distrofice naturale, Pajiști uscate europene, Pajiști umede atlantice temperate cu Erica ciliaris și Erica tetralix, Pajiști uscate seminaturale și facies de acoperire cu tufișuri pe substraturi calcaroase (Festuco-Brometalia) (* situri importante pentru orhidee), Pajiști alpine și subalpine calcaroase, Grohotișuri termofile și vest-mediteraneene, Ape oligotrofe din câmpii nisipoase, cu un conținut foarte redus de minerale (Littorelletalia uniflorae), Pante stâncoase calcaroase cu vegetație casmofită, Mlaștini alcaline, Pante stâncoase silicioase cu vegetație casmofită, Liziere de ierburi înalte hidrofile de câmpie și de nivel montan până la alpin, Formațiuni ierboase bogate în specii de Nardus, dezvoltate pe substraturi silicioase în zone montane (și în zone submontane, în Europa continentală), Formațiuni stabile xerotermofile de Buxus sempervirens pe pante stâncoase (Berberidion p.p.), Pajiști alpine și boreale, Mlaștini turboase de tranziție și turbării mișcătoare, Roci stâncoase cu vegetație pionieră de Sedo-Scleranthion sau Sedo albi-Veronicion dillenii, Turbării active, Lacuri eutrofice naturale cu vegetație de tip Magnopotamion sau Hydrocharition, Izvoare petrifiante cu formare de travertin (Cratoneurion), Păduri de fag din Europa Centrală dezvoltate pe sol calcaros cu Cephalanthero-Fagion, Peșteri inaccesibile publicului, Lande oro-mediteraneene cu formațiuni endemice de grozamă, Pajiști oro-iberice cu Festuca indigesta, Depresiuni pe substraturi de turbă de Rhynchosporion, Păduri de fag acidofile atlantice, cu subarboret de Ilex și, uneori, de asemenea, Taxus, la nivelul arbuștilor (Quercion robori-petraeae sau Ilici-Fagenion).
La baza desemnării sitului se află mai multe specii protejate:
- plante (2): Narcissus asturiensis, Narcissus pseudonarcissus subsp. nobilis
- mamifere (1): Galemys pyrenaicus

Pe lângă speciile protejate, pe teritoriul sitului au mai fost identificate 36 de specii de plante, 5 specii de amfibieni, 8 specii de mamifere, 3 specii de reptile.